# Handbook of the Amaryllideae
Handbook of the Amaryllideae (abreviado Handb. Amaryll.) es un libro con ilustraciones y descripciones botánicas que fue escrito por el botánico inglés John Gilbert Baker y publicado en Londres en el año 1888 con el nombre de Handbook of the Amaryllideae, including the Alstroemerieae and Agaveae.